# كينتا هاسيغاوا
كينتا هاسيغاوا (長谷川 健太) (ولد 25 سبتمبر 1965) هو لاعب كرة قدم ياباني سابق، شارك في كأس القارات 1995.

## روابط خارجية
- كينتا هاسيغاوا على موقع الاتحاد الدولي (مؤرشف)  (الإنجليزية)
- كينتا هاسيغاوا على موقع رابطة كرة القدم اليابانية للمحترفين (اليابانية)
- كينتا هاسيغاوا على موقع قاعدة بيانات كرة القدم.إي يو (الإنجليزية)
- كينتا هاسيغاوا على موقع ناشيونال فوتبول تيمز (الإنجليزية)
- كينتا هاسيغاوا على موقع Soccerway.com (الإنجليزية)
- كينتا هاسيغاوا على موقع عالم كرة القدم.نت (الإنجليزية)

1. ↑  "معلومات عن كينتا هاسيغاوا على موقع static.fifa.com". static.fifa.com. مؤرشف من الأصل في 2019-04-08.
2. ↑  "معلومات عن كينتا هاسيغاوا على موقع data.j-league.or.jp". data.j-league.or.jp. مؤرشف من الأصل في 2019-01-10.
3. ↑  "معلومات عن كينتا هاسيغاوا على موقع id.ndl.go.jp". id.ndl.go.jp. مؤرشف من الأصل في 2018-10-02.

- Kenta Hasegawa at قنبلة عملاقة